# 冷泉元満
冷泉 元満（れいぜい もとみつ）は、戦国時代から安土桃山時代にかけての武将。毛利氏の家臣。

## 生涯
天文10年（1541年）、大内氏家臣の冷泉隆豊の子として誕生。
天文20年（1551年）9月1日、大寧寺の変において父・隆豊が大内義隆に最期まで付き従い、義隆を介錯した後に戦死した。周防国玖珂郡祖生の冷泉氏の屋敷から高照寺山南麓の通津峠にかけての一帯では冷泉氏と陶氏の合戦が行われており、幼少であった元満と兄の五郎（後の冷泉元豊）は、父・隆豊の弟である吉安豊英に連れられて母方の祖父で安芸国の国人・平賀氏の前当主である平賀弘保の許へと逃亡した。
その後、弘治元年（1555年）から弘治3年（1557年）にかけて行われた毛利元就の防長経略の際に、兄・元豊と共に毛利氏に仕えた。冷泉氏は代々水軍の将であったため、元満も毛利水軍の将として大友氏や織田氏との戦いで活躍した。
兄・元豊は豊前国の門司城代を務めたが、永禄5年（1562年）10月13日に大友氏の攻撃により豊前国柳浦において戦死した。元豊には男子がいなかったため、弟である元満が冷泉氏の家督と門司城代を継いだ。また、元満は九州探題家渋川氏の子孫である渋川義満の娘を正室として迎えている。一説ではこれは婿養子として渋川氏を継承するために行ったともいわれており、元満の「満」の字も義父・義満に由来するものと推測される（ただし前述の通り最終的には冷泉氏を継いでいる）。一方、「元」の字は毛利輝元より偏諱を与えられたものとされており、その場合、元満と名乗った時期は輝元が元服した永禄8年（1565年）以降ということになる。
天正17年（1589年）、毛利輝元の妾であった横田局を妻とする。この時、輝元は元満にではなく、横田局に長門国厚狭郡で100石を与えている。
天正20年（1592年）から始まる文禄の役では、毛利輝元に従って朝鮮半島へ出兵した。帰国後の文禄3年（1594年）には出雲国仁多郡の亀嵩城主となる。
慶長2年（1597年）から始まる慶長の役でも毛利秀元に従って朝鮮半島へ渡った。しかし、同年12月22日、蔚山城の戦いにおいて明軍の先鋒である擺寨が指揮する軽騎兵1000による急襲を受け、配下の将兵137人や同じく毛利氏家臣である阿曽沼元秀、都野家頼と共に戦死。享年58。元満や冷泉家臣の遺体は、元満の従兄弟で被官の吉安満定が船に収容して日本に送った。吉安満定は再度蔚山城に入城し、翌12月23日の攻防戦で伊賀崎満重や白松満明と共に戦死した。
その後、嫡男・元珍（元祥）が家督を継いだ。

## 偏諱を与えた人物
- 吉安満定（元満の従兄弟、冷泉氏家老）
- 伊賀崎満重（冷泉氏家臣）
- 白松満明（冷泉氏家臣）